# Maciej Bargiel
Maciej Bargiel (ur. 28 grudnia 1973 w Krośnie) – polski żużlowiec.

## Kariera sportowa
Licencję żużlową zdobył w 1990 roku. Przez całą sportową karierę (do 1997 r.) reprezentował barwy klubu KKŻ Krosno. Największy sukces odniósł w 1992 r. w Krośnie, wygrywając turniej o "Brązowy Kask". W 1993 r. jedyny raz w karierze zakwalifikował się do finału młodzieżowych indywidualnych mistrzostw Polski, zajmując w Toruniu XVI miejsce. W 1994 r. wystąpił w Krośnie w finale młodzieżowych mistrzostw Polski par klubowych, zajmując IV miejsce.